# Villa Dolores (Córdoba)
Villa Dolores es una ciudad y municipio de la provincia de Córdoba, Argentina. Es la principal urbanización del departamento San Javier.
Es además el centro económico, social y cultural más importante del Valle de Traslasierra.

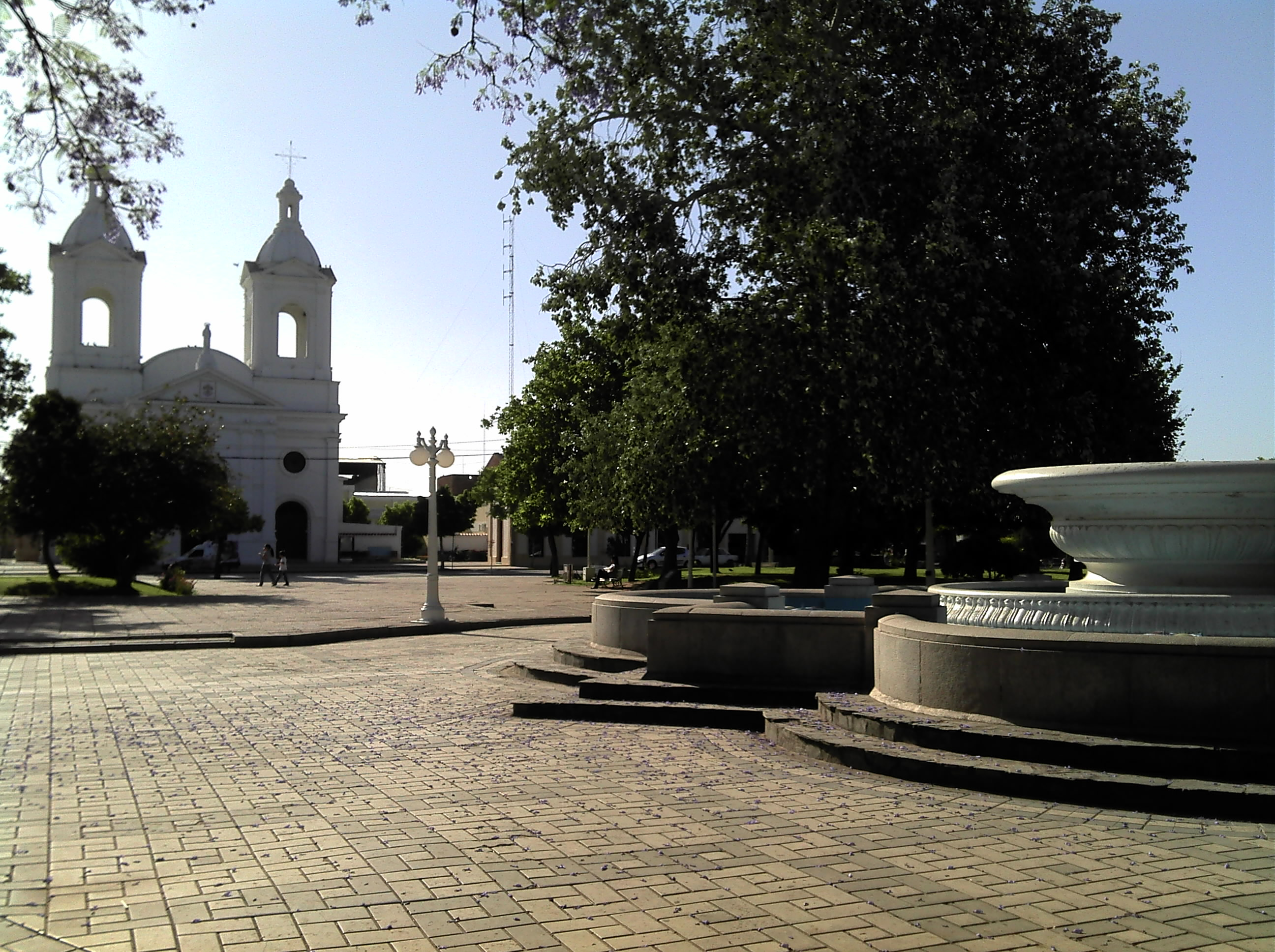
Plaza Mitre con la iglesia de Nuestra Señora de los Dolores de fondo.

## Historia

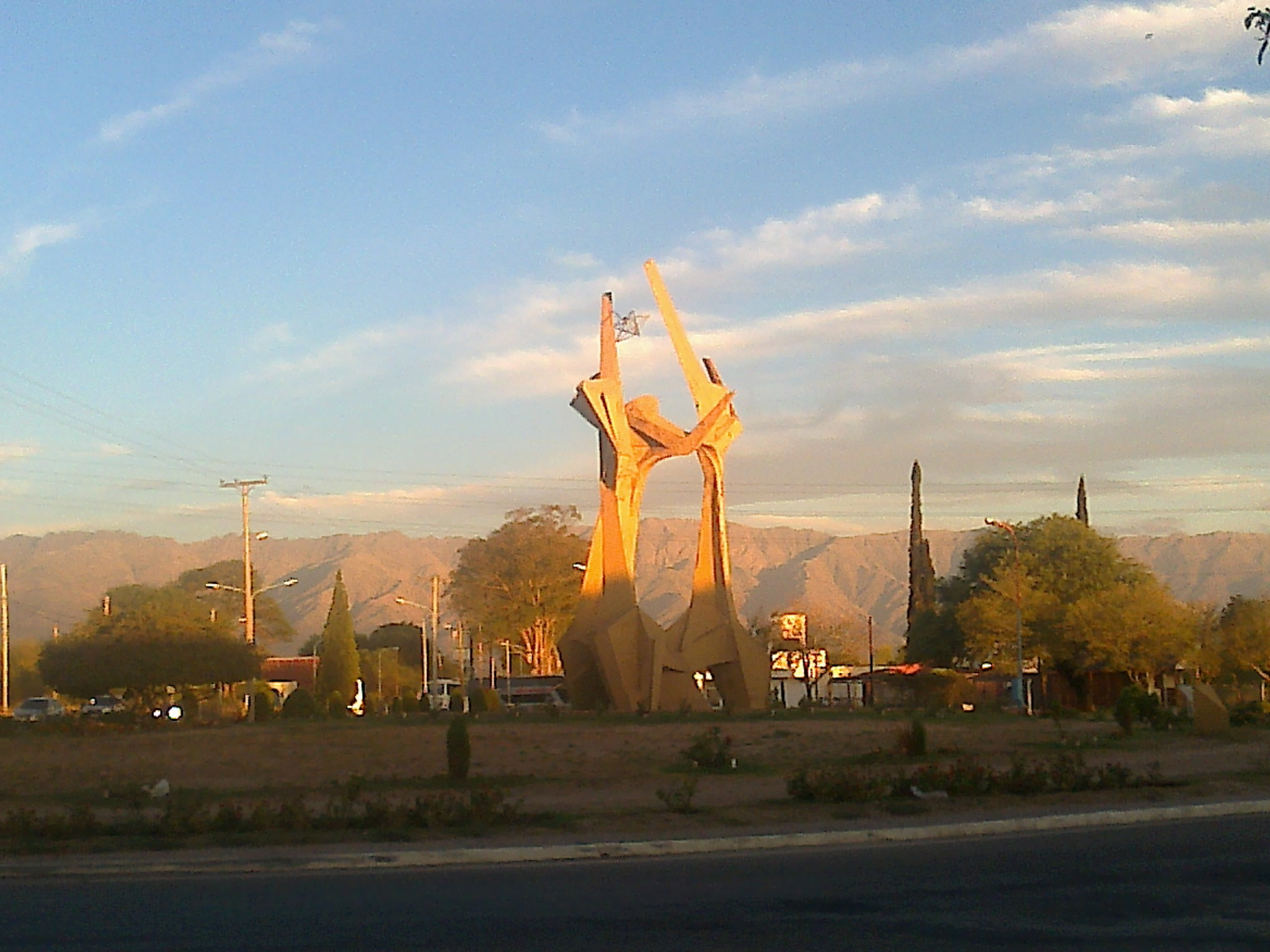
Monumento en la entrada de Villa Dolores

El Segundo Triunvirato creó la Intendencia de Cuyo el 29 de noviembre de 1813 separándose de la de Córdoba del Tucumán desde ese entonces el departamento San Javier empezó a pertenecer bajo el control del Cabildo de la ciudad de San Luis. El 1 de marzo de 1820 San Luis y San Juan se separaron, disolviéndose la intendencia de Cuyo. A partir de ese día quedó dividida entre las provincias de: Mendoza, San Juan y San Luis. El departamento comenzó a ser parte de la provincia de San Luis (provincia que actualmente reclama el territorio). En 1840 es electo el gobernador de Córdoba José Francisco Álvarez (del partido liberal) quien rompió relaciones con Juan Manuel de Rosas y con todas las provincias que respondían en su apoyo, San Luis que se encontraba gobernada desde su separación de la Intendencia de Cuyo por gobernadores que respondían fielmente al gobierno federal y rosista. Como complemento a estas medidas, el gobernador Álvarez dirigió circulares a las provincias, desconociendo a Rosas en el carácter de gobernador de Buenos Aires, retirándole las facultades que le había conferido Córdoba y solidarizándose con las provincias que estaban en armas contra el llamado "tirano" por sus detractores. Estas circulares fueron profusamente repartidas en las poblaciones fronterizas a San Luis, impresionando el espíritu de los vecindarios para disponerlos a secundar la campaña libertadora. El gobernador de San Luis José Gregorio Calderón que se encontraba debilitado por el asesinato de Facundo Quiroga y el exgobernador de San Luis José Santos Ortiz además de los ataques que enfrentaba con los Malones ordenó reforzar las fronteras. Álvarez corto relaciones con Calderón y ordena invadir el norte de San Luis a órdenes de Fermín Camargo y a partir de ese momento el departamento pertenece a la Provincia de Córdoba. Posteriormente Calderón enfermo y renunció y la ciudad de San Luis fue invadida y ocupada militarmente por el General Pablo Alemán a órdenes de José Félix Aldao del partido federal.
El 18 de abril de 1855 San luis dicta su primera constitución, el gobernador Justo Daract se retira de la ciudad de San Luis de visita de campaña sobre la provincia fundando escuelas, iglesias y pueblos. El 1 de diciembre de 1856 funda definitivamente el "Fuerte Constitución" (Hoy Villa Mercedes). Después de trazar el poblado de San José del Morro y fundar escuelas en Renca se dirigió al norte de la provincia y en un terreno donado por Aniceto, Ceferino, Miguel Mora y Nicasio Chirino de 348 varas de cuadro mando a trazar el poblado de "La Cruz" (Hoy Villa Dolores) el 20 de mayo de 1858. Fundó una escuela confiada en la dirección de Agustín Olmedo, Dispuso de un juez de Paz para que distribuyera solares y que se construyera junto con Santa Rosa del Conlara una toma para sacar una acequia madre del Río Conlara. Luego el poblado de "La Cruz" sería anexada a la Provincia de Córdoba.

### Decretos iniciales
El decreto del 21 de abril de 1754, instituía que la reciente localidad debía ubicarse en la zona norte del río. El 4 de enero de 1854 un nuevo decreto decía que el poblado debía estar en el sector sur del río, en el ya antes mencionado Paso de León, debido a que en este sector los habitantes tenían mejores condiciones para establecerse.

### Toponimia
Al inaugurarse la capilla Nuestra Señora de los Dolores, se le asigna el nombre de Villa Dolores.

### Bandera de la ciudad

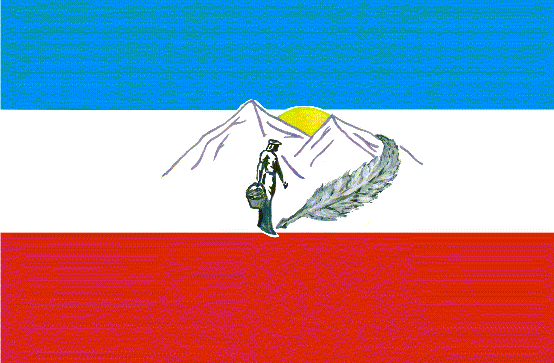
Bandera de Villa Dolores.

El 8 de julio de 2008, por medio de la ordenanza municipal N.º 1.948, el entonces intendente Juan Pereyra, promulga dicha enmienda, dando paso a la creación de la bandera de la ciudad de Villa Dolores. Se llamó a un concurso en el que participaron varios artistas reconocidos de la zona resultando ganador Marcos Ezequiel Bartolomei oriundo de la ciudad de Villa Dolores quien diseñó el actual distintivo de la ciudad.

### Significado de su simbología
Bandera con tres franjas horizontales, la franja superior de color azul ocupa el treinta y uno por ciento  (31 %) de la superficie,  en el centro una franja de color blanco que ocupa el treinta y cuatro por ciento (34 %) de la superficie, y en la parte inferior una franja de color rojo que ocupa el restante treinta y cinco por ciento (35 %); en el centro de la franja blanca tiene un motivo que contiene dos montañas, con un sol naciente entre ellas y a su pie un cosechero y una pluma marcando un camino ascendente hacia la montaña”.- Esta es de forma rectangular con las siguientes dimensiones: su largo es superior en un cincuenta por ciento a su alto, y cuya fundamentación es la siguiente: El color azul: representa una mirada al cielo invocando la protección del altísimo y de la Virgen de los Dolores, proyectando una visión, hacia un futuro de grandeza para los vecinos de la mano de Dios.
El blanco: refleja pureza y transparencia que deben primar en los actos de gobierno y en las acciones de los ciudadanos.
El color rojo: simboliza la fuerza y la dinámica progresista de una ciudad con propuestas esperanzadoras y concretas para sus habitantes.
Al centro sobresalen: relieve de montañas, que denotan la pertenencia de Villa Dolores al valle de Traslasierra, que con su belleza paisajística natural es uno de los lugares turísticos más atractivos de Argentina.
El sol amaneciendo (cómplice del labrador) ilumina la vida del valle.
La pluma: representa un homenaje merecido a todos los poetas que año a año se congregan para regalar su literatura en el Encuentro Internacional de Poetas, marcando un camino que trasciende los límites serranos.
Un productor agropecuario: simboliza  las actividades más importante de la región como lo es el cultivo de la papa, que ha llevado a Villa Dolores a ser reconocida como “capital nacional de la papa”.

## Geografía

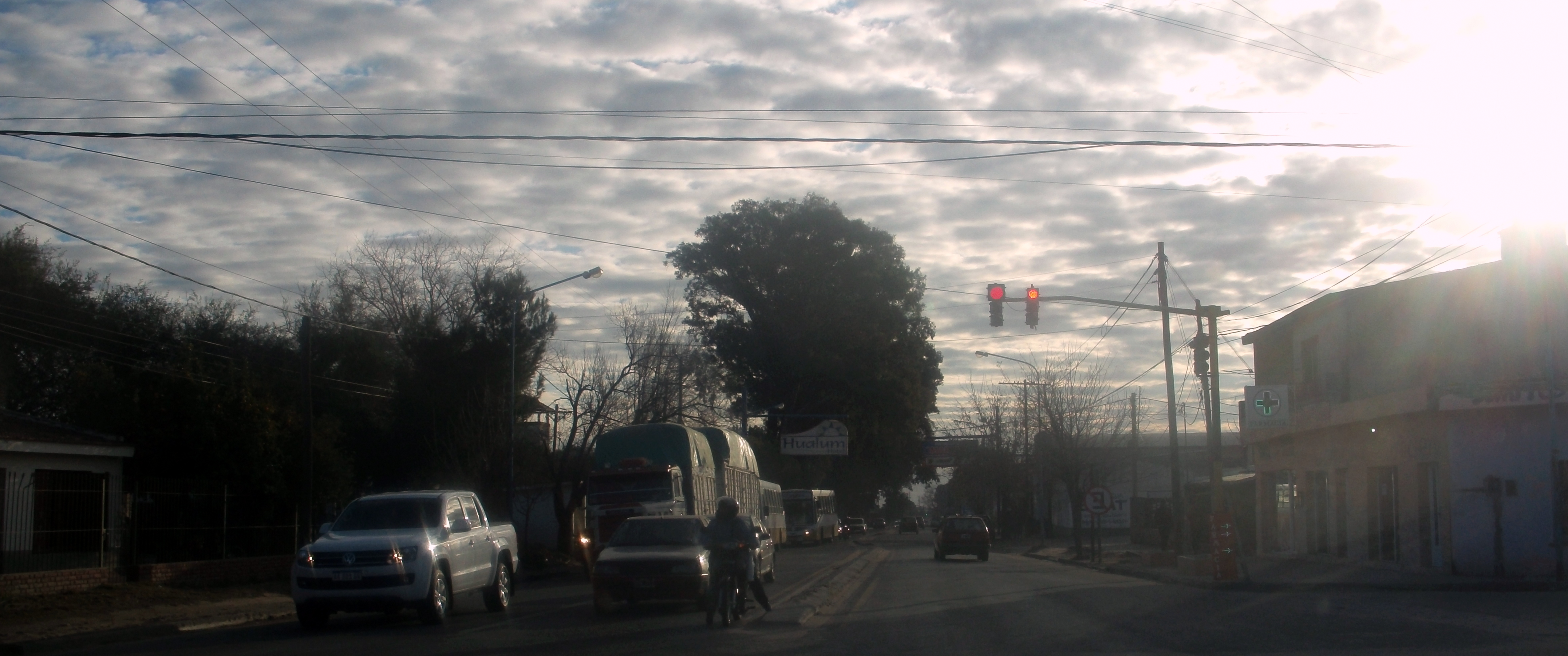
Calle de la villa

El valle, al igual que los otros valles cordobeses, se extiende de norte a sur, flanqueado al este por el pie de la Sierra Grande que cae hacia el valle, al oeste por las sierras de Altautina y de Pocho, al norte por la Pampa de Pocho, planicie que alcanza 1000 m s. n. m. y que propicia el desarrollo de la actividad agropecuaria.
Los principales cursos de agua son el río Mina Clavero, de aguas frías, y el río Panaholma, de aguas templadas. Ambos confluyen y dan origen al río de los Sauces, con amplias playas de arena, y que desemboca en el embalse Ingeniero Medina Allende o dique La Viña.

### Clima
Traslasierra brinda al visitante un clima singular, con más de 300 días de sol al año. Los veranos se distinguen por ser calurosos. Las temperaturas máximas y medias se encuentran entre 32 °C y las mínimas medias 17 °C a 18 °C.
La temperatura máxima registrada en la ciudad durante el periodo 1931 - 1960, fue de 44,7 °C, el 9 de enero de año 1955.
En el verano del 2007, Villa Dolores se ubicó como la 13.ª ciudad más calurosa del país, teniendo una temperatura media de 31,8.º
En el invierno los días tienden a ser frescos y las noches frías. La temperatura mínima registrada en la ciudad fue de -10,8 °C, en el mes de julio del año 1933.

| Parámetros climáticos promedio de Villa Dolores Aero, 1991-2020 | Parámetros climáticos promedio de Villa Dolores Aero, 1991-2020 | Parámetros climáticos promedio de Villa Dolores Aero, 1991-2020 | Parámetros climáticos promedio de Villa Dolores Aero, 1991-2020 | Parámetros climáticos promedio de Villa Dolores Aero, 1991-2020 | Parámetros climáticos promedio de Villa Dolores Aero, 1991-2020 | Parámetros climáticos promedio de Villa Dolores Aero, 1991-2020 | Parámetros climáticos promedio de Villa Dolores Aero, 1991-2020 | Parámetros climáticos promedio de Villa Dolores Aero, 1991-2020 | Parámetros climáticos promedio de Villa Dolores Aero, 1991-2020 | Parámetros climáticos promedio de Villa Dolores Aero, 1991-2020 | Parámetros climáticos promedio de Villa Dolores Aero, 1991-2020 | Parámetros climáticos promedio de Villa Dolores Aero, 1991-2020 | Parámetros climáticos promedio de Villa Dolores Aero, 1991-2020 |
| Mes                                                             | Ene.                                                            | Feb.                                                            | Mar.                                                            | Abr.                                                            | May.                                                            | Jun.                                                            | Jul.                                                            | Ago.                                                            | Sep.                                                            | Oct.                                                            | Nov.                                                            | Dic.                                                            | Anual                                                           |
| --------------------------------------------------------------- | --------------------------------------------------------------- | --------------------------------------------------------------- | --------------------------------------------------------------- | --------------------------------------------------------------- | --------------------------------------------------------------- | --------------------------------------------------------------- | --------------------------------------------------------------- | --------------------------------------------------------------- | --------------------------------------------------------------- | --------------------------------------------------------------- | --------------------------------------------------------------- | --------------------------------------------------------------- | --------------------------------------------------------------- |
| Temp. máx. media (°C)                                           | 32.7                                                            | 31.0                                                            | 28.8                                                            | 24.8                                                            | 20.9                                                            | 18.4                                                            | 18.1                                                            | 21.6                                                            | 24.6                                                            | 27.9                                                            | 30.4                                                            | 32.2                                                            | 25.9                                                            |
| Temp. media (°C)                                                | 25.4                                                            | 23.8                                                            | 21.8                                                            | 17.8                                                            | 13.9                                                            | 10.7                                                            | 10.0                                                            | 13.0                                                            | 16.3                                                            | 20.1                                                            | 22.8                                                            | 24.7                                                            | 18.4                                                            |
| Temp. mín. media (°C)                                           | 18.4                                                            | 17.4                                                            | 16.0                                                            | 12.7                                                            | 9.0                                                             | 5.6                                                             | 4.4                                                             | 6.5                                                             | 9.2                                                             | 12.8                                                            | 15.4                                                            | 17.4                                                            | 12.1                                                            |
| Precipitación total (mm)                                        | 111.3                                                           | 108.3                                                           | 93.0                                                            | 49.8                                                            | 18.4                                                            | 6.7                                                             | 6.7                                                             | 4.7                                                             | 19.9                                                            | 41.9                                                            | 77.3                                                            | 102.7                                                           | 640.8                                                           |
| Días de precipitaciones (≥ 0.1 mm)                              | 9.8                                                             | 9.4                                                             | 8.3                                                             | 6.5                                                             | 3.9                                                             | 2.2                                                             | 1.8                                                             | 1.7                                                             | 3.5                                                             | 5.4                                                             | 8.7                                                             | 10.1                                                            | 71.3                                                            |
| Humedad relativa (%)                                            | 58.6                                                            | 64.9                                                            | 68.9                                                            | 71.4                                                            | 72.9                                                            | 69.8                                                            | 62.6                                                            | 51.5                                                            | 48.4                                                            | 50.8                                                            | 52.1                                                            | 55.3                                                            | 60.6                                                            |
| Fuente: Servicio Meteorológico Nacional                         |                                                                 |                                                                 |                                                                 |                                                                 |                                                                 |                                                                 |                                                                 |                                                                 |                                                                 |                                                                 |                                                                 |                                                                 |                                                                 |

### Sismicidad

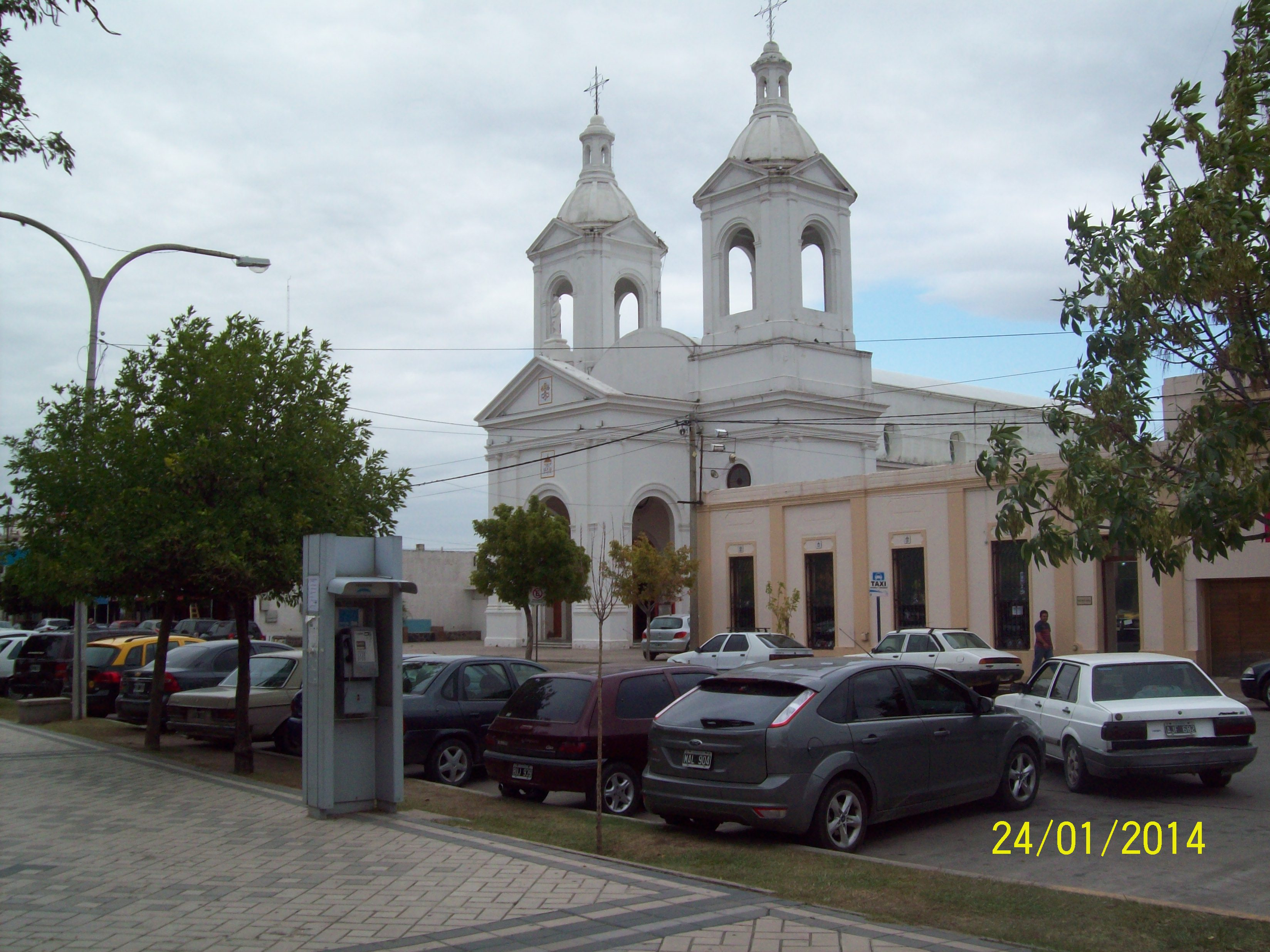
Iglesia principal. Villa Dolores, Córdoba.

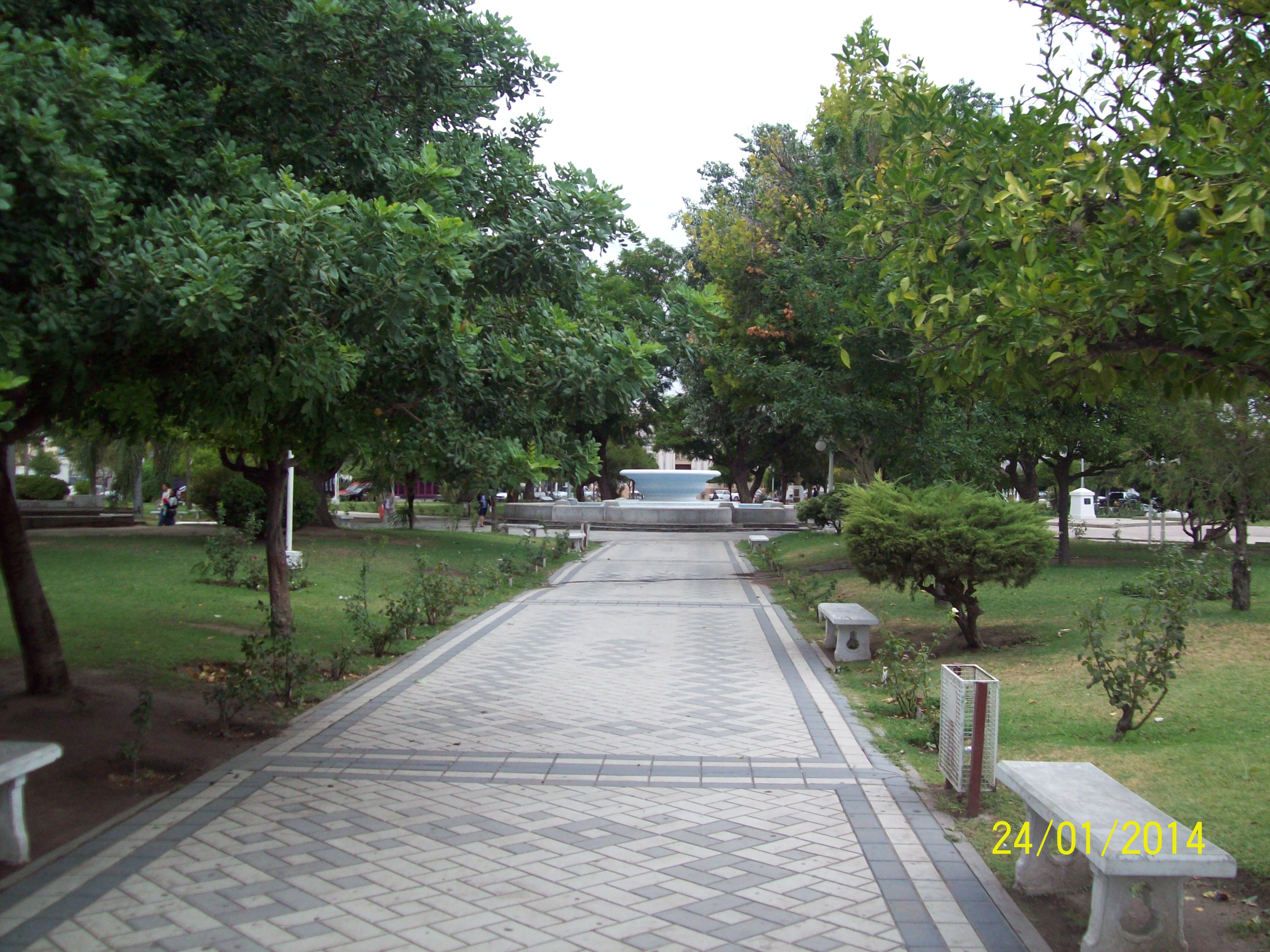
Plaza principal. Villa Dolores, Córdoba.

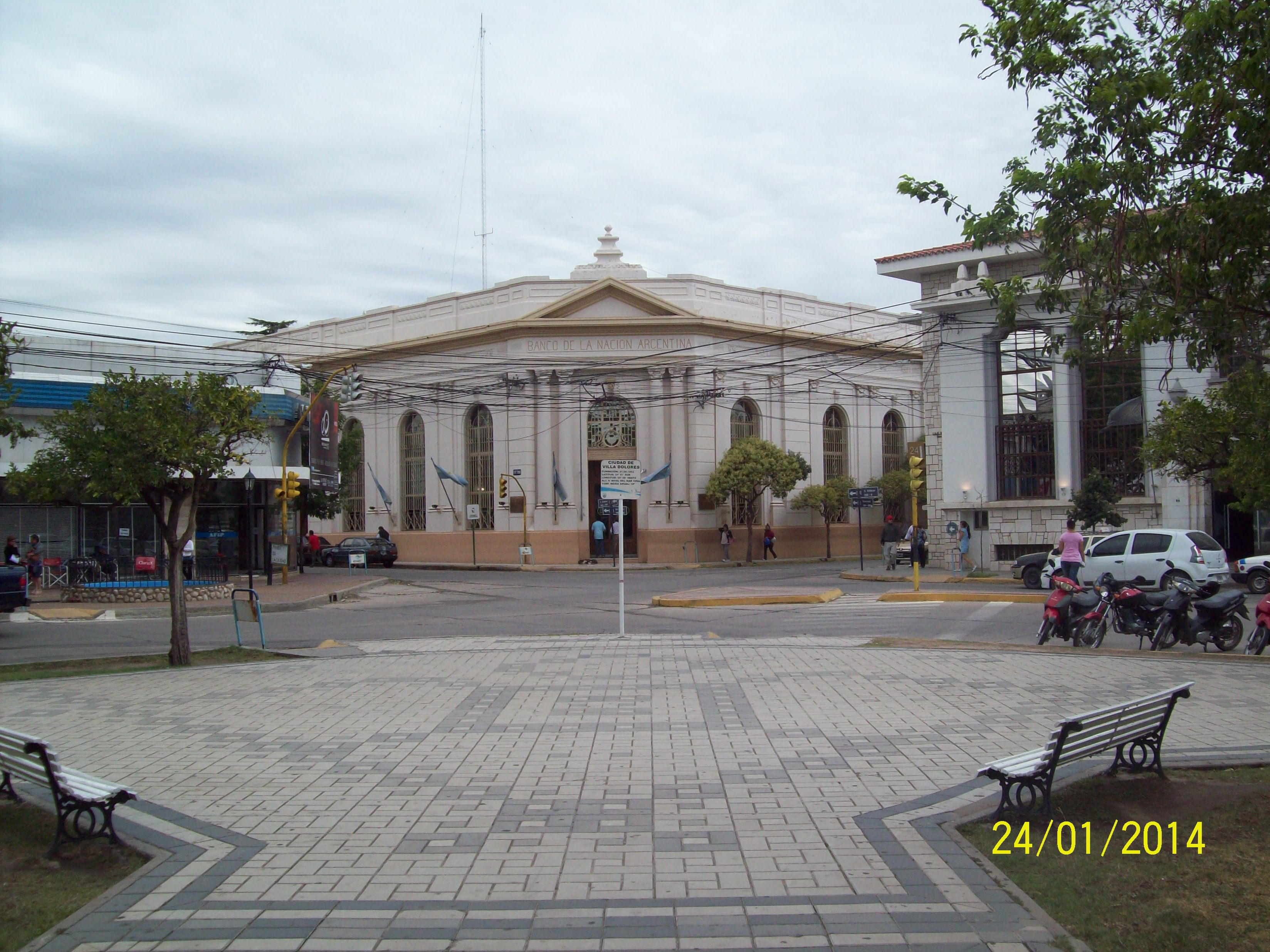
Banco de la Nación Argentina. Villa Dolores, Córdoba.

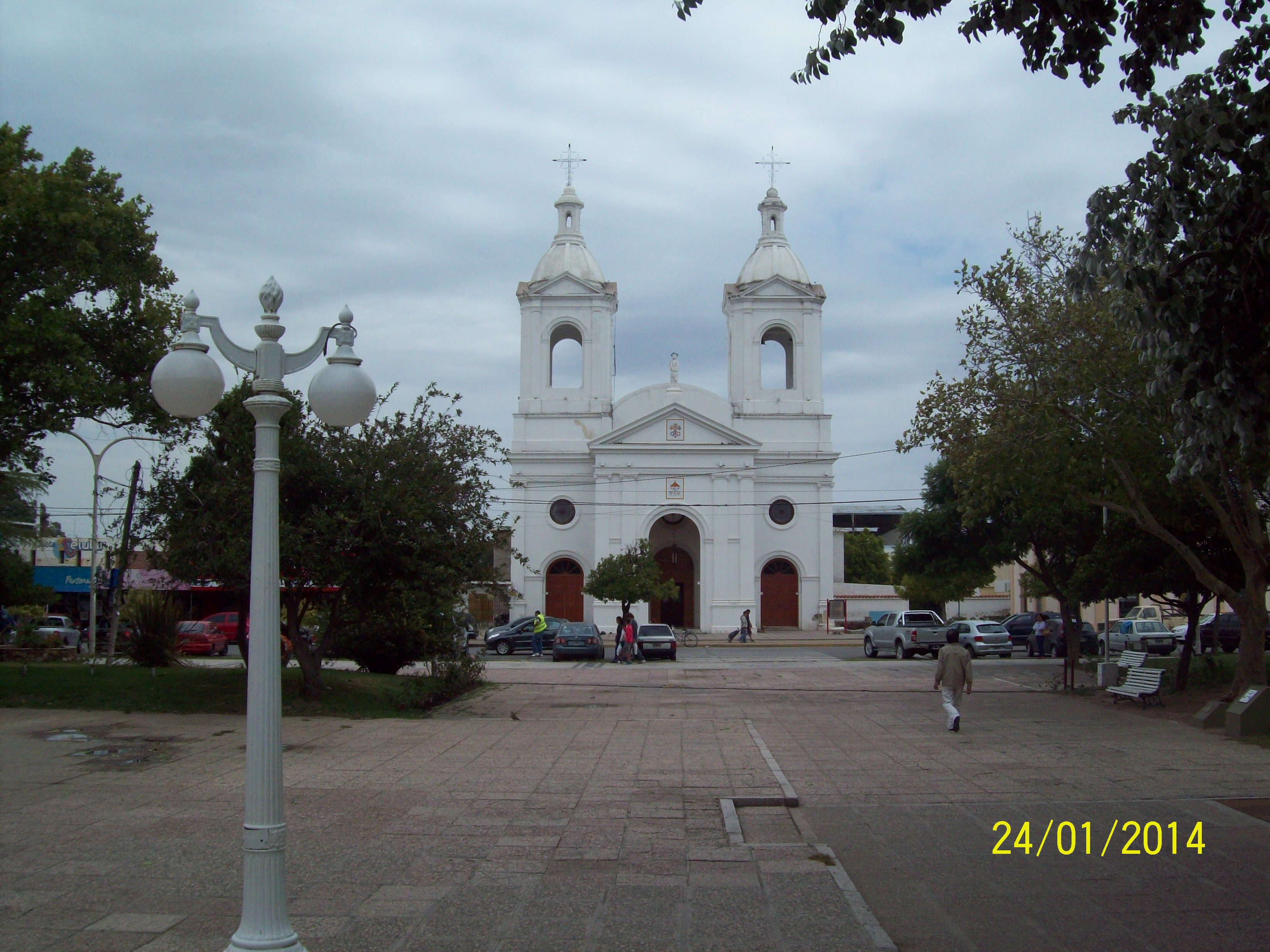
Iglesia principal. Villa Dolores, Córdoba.

La región posee sismicidad media.[cita requerida]
Sus últimas expresiones fueron:
- 22 de septiembre de 1908 (116 años), a las 17.00 UTC-3, con 6,5 Richter, escala de Mercalli VII; ubicación 30°30′0″S 64°30′0″O / -30.50000, -64.50000; profundidad: 100 km; produjo daños en Deán Funes, Cruz del Eje y Soto, provincia de Córdoba, y en el sur de las provincias de Santiago del Estero, La Rioja y Catamarca.

- 16 de enero de 1947 (78 años), a las 2.37 UTC-3, con una magnitud aproximadamente de 5,5 en la escala de Richter (terremoto de Córdoba de 1947)[13]

- 28 de marzo de 1955 (70 años), a las 6.20 UTC-3 con 6,9 Richter: además de la gravedad física del fenómeno se unió el desconocimiento absoluto de la población a estos eventos recurrentes (terremoto de Villa Giardino de 1955)

- 7 de septiembre de 2004 (20 años), a las 8.53 UTC-3 con 4,1 Richter

- 25 de diciembre de 2009 (15 años), a las 21.42 UTC-3 con 4,0 Richter

- 2 de febrero de 2013 (12 años), a las 11:01 UTC-3 con 3,2 Richter[13]

## Economía
El sector agropecuario es uno de los motores económicos más fuertes en la zona, constituyendo a la papa como el cultivo más importante en la región. La zona cuenta con aproximadamente 12.000 ha destinadas a la producción de papa para el consumo. En la actualidad se están utilizando 7500 ha aproximadamente. Esto representa una producción anual de 500.000 toneladas, que se obtiene en las cosechas de febrero y julio.
Otro cultivo de importancia para la región es la producción de yerbas aromáticas y medicinales, los principales son: orégano, perejil, menta, tomillo, manzanilla, cedrón, albahaca, estragón, malva, etc. En la actualidad se dedican 600 hectáreas a la producción de estas yerbas. La zona es la más importante a nivel nacional desde el punto de vista de la diversificación de especies aromáticas y medicinales cultivadas.

### Parque industrial y tecnológico ciudad de Villa Dolores
El 23 de julio de 2012 fue inaugurado el Parque industrial y tecnológico ciudad de Villa Dolores.
El parque posee 25 ha y ofrece a las empresas radicadas la totalidad de los servicios de infraestructura básica (agua, pavimento, energía eléctrica, telecomunicaciones, gas natural, y toma de agua contra incendios instaladas, zona de seguridad ecológica, servicios de vigilancia permanente, área de servicios comunes).
Se encuentra ubicado a 7 km del área urbana y posee acceso a las rutas RN 20, RN 148 y ruta provincial N.º 14.
Por la ubicación geográfica de la ciudad, las empresas radicadas en el polo industrial podrán comercializar sus mercaderías a todo el país, inclusive al MERCOSUR.
A la fecha se encuentran en funcionamiento cuatro emprendimientos industriales.

## Transporte

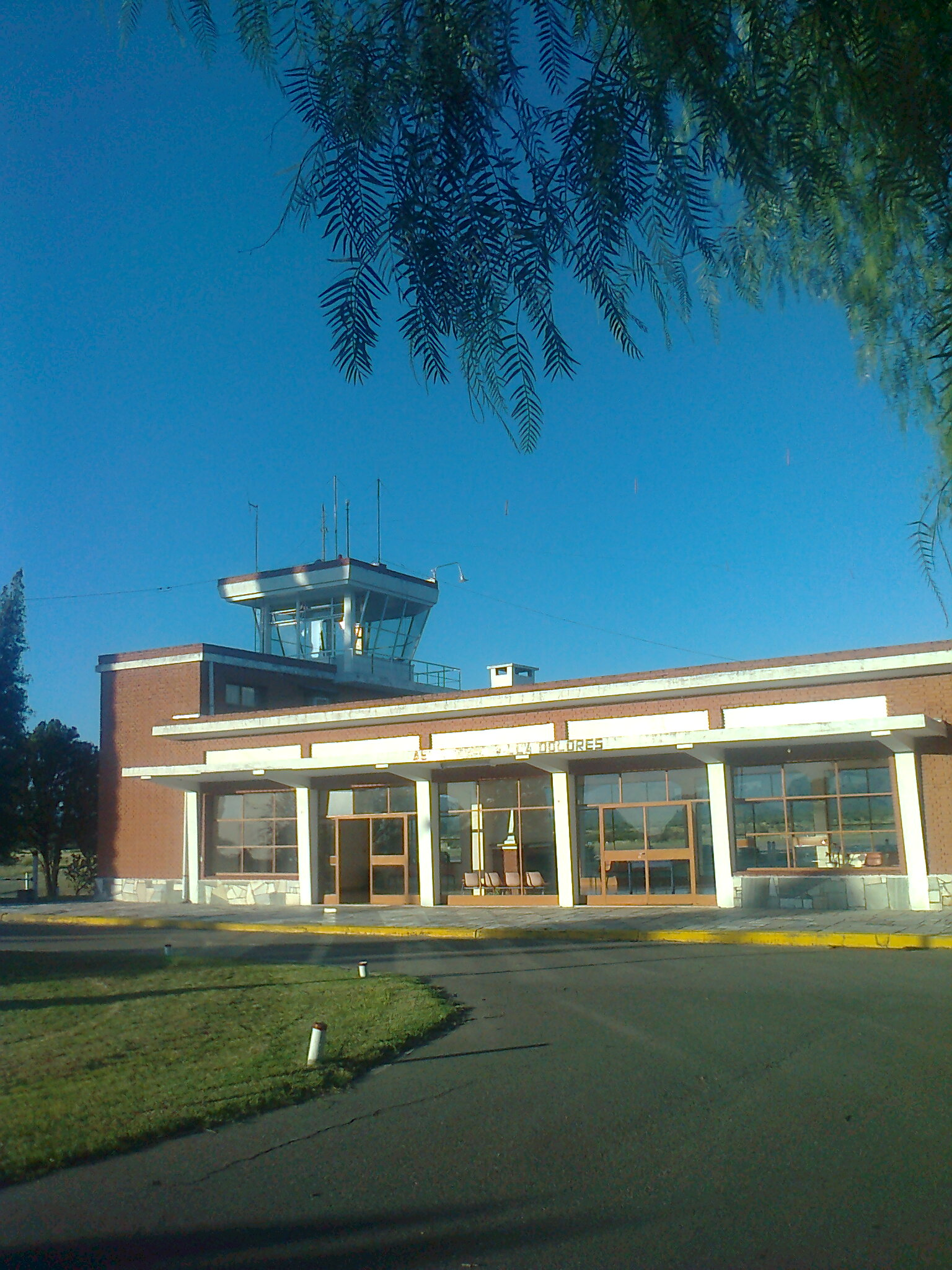
Aeropuerto Villa Dolores

Los accesos a la ciudad son la RN 20, RN 148 y ruta provincial N.º 14., que comunican a Villa Dolores con las ciudades más importantes del país.
En cuanto a transporte urbano cuenta con una amplia variedad de líneas que unen ciudad. Cuenta con una de las terminales de ómnibus más importantes del oeste de Córdoba por el número de destinos ofrecidos.
También posee un pequeño aeropuerto siendo uno de los pocos que se encuentran en la región.
Se encuentra a 50 Km del Aeropuerto Internacional Valle del Conlara. 

## Educación

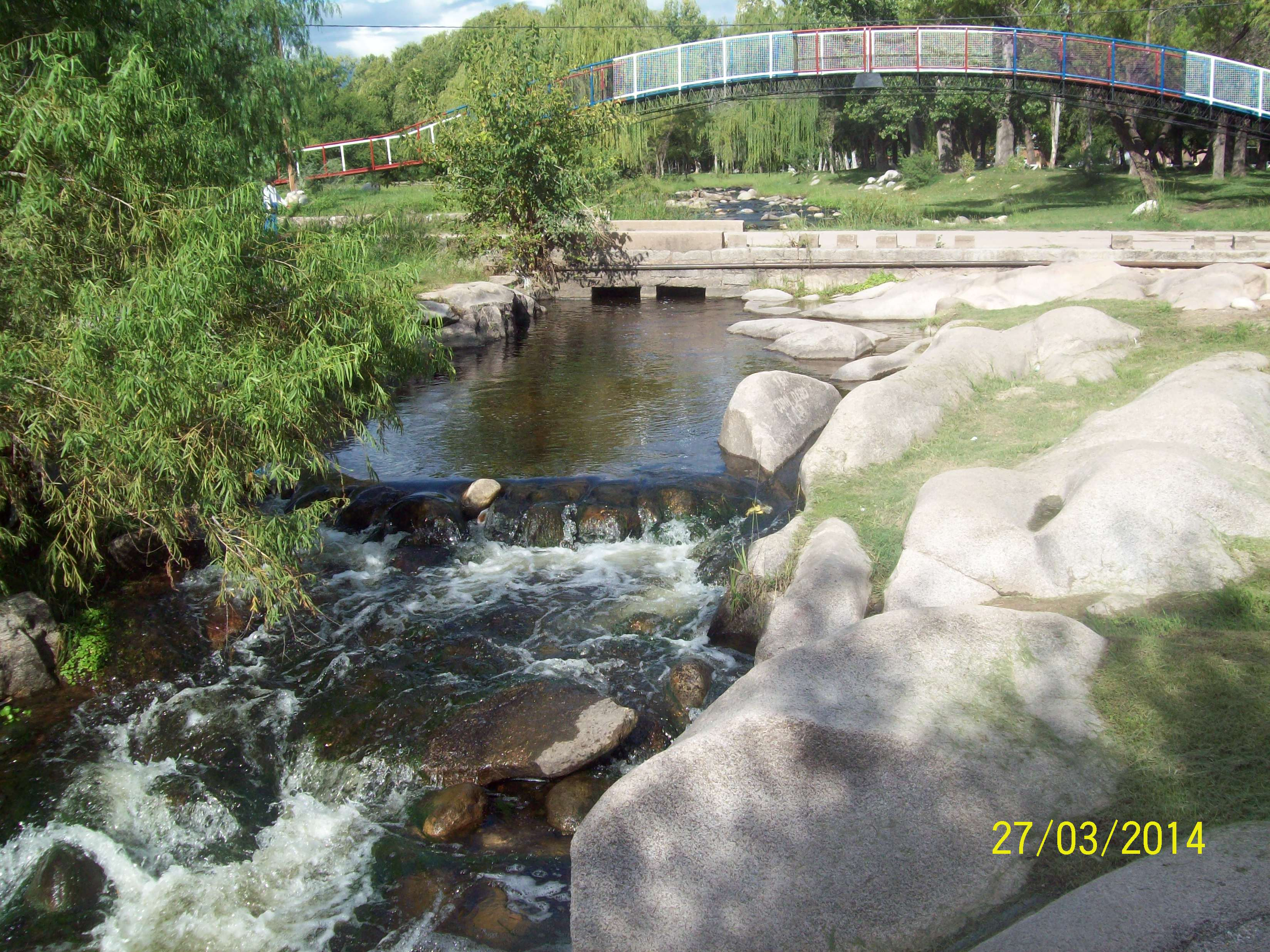
Barrio Piedra Pintada, Villa Dolores, Córdoba.

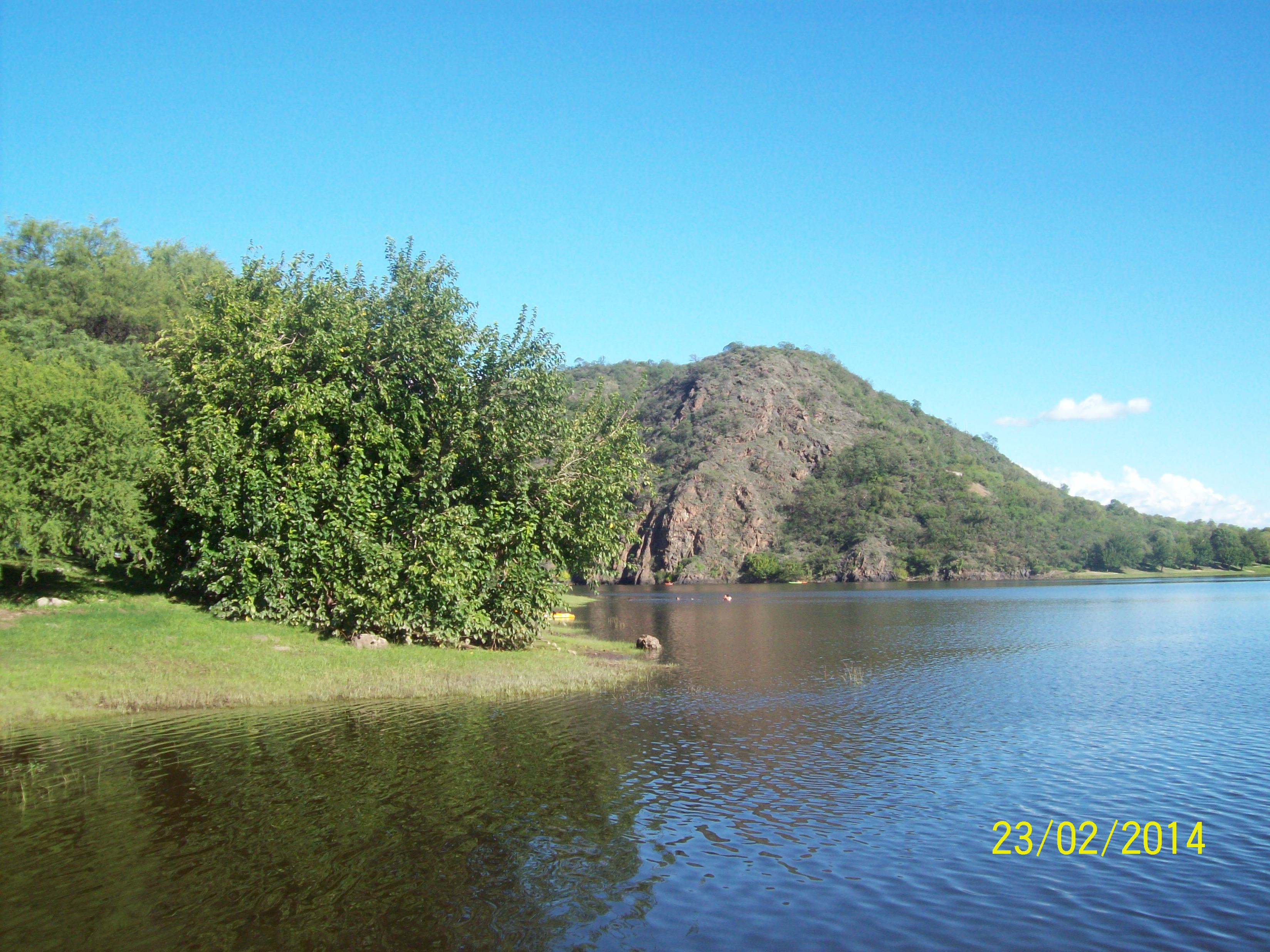
Boca del Río, Villa Dolores.

Los establecimientos educativos en esta ciudad son varios, hay alrededor de 3 escuelas que cuentan con todos los niveles educativos, múltiples escuelas secundarias cada una con un tipo de especialización a partir del 4.º año, 17 escuelas primarias y una de educación especial.
La ciudad de Villa Dolores,  cuenta entre sus instituciones culturales y educativas con los profesorados de educación primaria, educación secundaria en Biología, educación secundaria en Geografía, educación secundaria en Matemática, educación inicial, educación primaria, educación física, educación secundaria en Economía, educación secundaria en Historia, educación secundaria en Lengua y Literatura, Artes Visuales. También posee las siguientes tecnicaturas de nivel superior Tecnicatura Superior en Artes Visuales con Orientación en Escultura, Tecnicatura Superior en Artes Visuales con Orientación en Grabado, Tecnicatura Superior en Artes Visuales con Orientación en Pintura. Así también como la posibilidad de estudiar Enfermería en la Escuela de Enfermería Profesional.
La ciudad es una de las subsedes del IUA, a su vez posee un centro facilitador tecnológico de la Universidad Blas Pascal y un centro de aprendizaje de la Universidad Empresarial Siglo 21 posibilitando el estudio de carreras universitarias en las modalidades distancia y semipresencial.
Existe el Centro Regional de Educación Superior (CRES) con carreras de distintas universidades públicas como la Universidad Nacional de Río Cuarto (UNRC), la Universidad Nacional de Villa María (UNVM), la Universidad Tecnológica Nacional (UTN-FRC) y la Universidad Nacional de Córdoba.

## Demografía

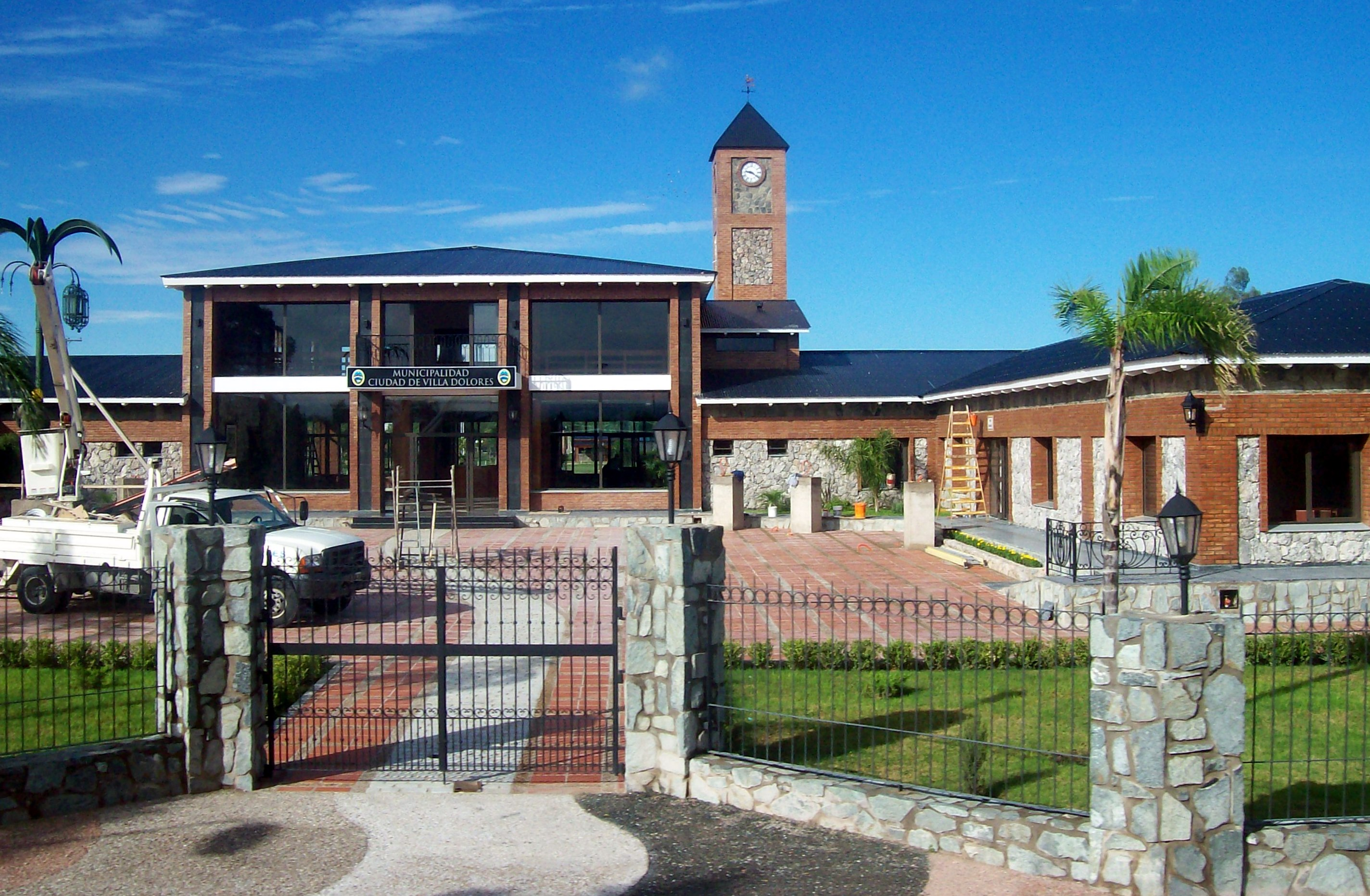
Intendencia.

La localidad cuenta con 31 853 habitantes (Indec, 2010), lo que representa un incremento del 13% frente a los 28 009 habitantes (Indec, 2001) del censo anterior. Por su población, en 2010, Villa Dolores ocupaba el 10.º lugar en la provincia de Córdoba.
Está conurbada con Villa Sarmiento- San Pedro - Villa de las Rosas, con un 47 793 habitantes (Indec, 2010).
Mientras que el censo provincial de 2008 registró 31 481 habitantes para Villa Dolores y otros 13.836 para las poblaciones de su conurbano, totalizando así 45.029.
| Gráfica de evolución demográfica de Villa Dolores entre 1980 y 2022 |
|                                                                     |
| Fuente: Censos nacionales del INDEC                                 |

Según el censo provincial del año 2008 Villa Dolores contaba con 6300 personas con alguna privación material y con 4509 personas con alguna necesidad básica insatisfecha lo que equivaldría al 20 % de la población en el primer caso y el 14,3% en el segundo.
La condición laboral en el 2008 era de 13.498 personas ocupadas, 918 desocupadas,
9.440 inactiva y 4.917 jubilados sobre un total de 23.856.
En tanto que el mismo censo determinó que 28.901 vivían en casas, 576 en ranchos, 40 en casillas, 892 departamentos, 410 inquilinos, 13 en pensión, 71 en local y 1 en situación de calle.
En lo que respecta a salud el 55% declaró tener obra social.
En tanto la alfabetización es del 98,2% de la población.
Según el último censo argentino de 2022, la población de Villa Dolores asciende a 33 346 habitantes, con un crecimiento del 12 % respecto al censo anterior. A pesar de este incremento, la ciudad queda fuera de las diez más grandes de la provincia, ocupando el puesto número 13..

## Barrios
Villa Dolores cuenta con 30 barrios:
- Paso de la Virgen
- Centro
- Las Encrucijadas
- Santa Rita
- La Feria
- Las Acacias
- Ardiles
- Alberdi
- Brochero
- Tradición
- Colón
- Sur
- José Hernández
- Balneario
- Docente
- Los Olivos
- El Milagro
- 9 de julio
- Fátima
- San Martín
- Porvenir
- Parque
- Aeronáutico
- San Pablo
- Piedra Pintada
- Hipódromo Serrano
- Bº Santa Ana
- B° Grem Dial
- Jardín
- Unión
- Los Eucaliptos

## Personas destacadas
- Ramón José Castellano (1903-1979), arzobispo de Córdoba; en 1969 ordenó como sacerdote a Jorge Bergoglio (actual papa Francisco).
- Santiago Riveros (n. 1923), exgeneral argentino, culpable de crímenes de lesa humanidad, y privado de su grado militar. En Italia ha sido condenado a cadena perpetua por la tortura y asesinato de tres ciudadanos italianos. Participó en robos de bebés.
- Sara Gramática (n. 1942), arquitecta.
- Luis Alberto Ammann (n. 1942), político, fundador del Partido Humanista.
- El Negro Álvarez (n. 1945), actor y comediante.
- Antonio Tello Argüello (n. 1945), poeta y narrador.
- Oscar Félix González (n. 1948), político y médico, diputado provincial, diputado nacional, secretario de Acción Social de la Nación, ministro de Salud del Poder Ejecutivo de la provincia de Córdoba.
- José María Suárez (n. 1951): futbolista.
- Mercedes Morán (n. 1955), actriz.
- Ernesto Soto (1955-1997), automovilista argentino, campeón nacional de rally clase "B" 1980 y de clase "3" en 1984 y 1987
- Sergio Colosi (n. 1959), expiloto de rally
- Julio Ernesto Vila (1938-2013), periodista deportivo.
- Alberto Melián (n. 1990), boxeador medalla de plata en los Juegos Suramericanos de 2010 y participante en los Juegos Olímpicos de Londres 2012.[25]
- Jonatan Machuca (n. 1989), jugador de baloncesto.
- Pablo Ortega (n. 1994), futbolista.
- Felipe Celli, político.
- Rafael Blanco Moreno , militar y Gobernador de facto de la provincia de San Luis.
- María Andrea Recalde, arqueóloga.
- Julio Díaz, cantor del grupo "Los Landers" y de "Los Cantores del Champaquí", integrante del coro de la Basílica Nuestra Señora de Los Dolores, locutor radial con su programa Folclore Para Todos, actualmente en vigencia. Futbolista campeón del Torneo de Municipalidades de Córdoba, jugado en el estadio Mario Alberto Kempes, jubilado de la municipalidad de Villa Dolores y padrino del Festival de la Alfalfa de San Luis.
- Nelson Aguirre (n. 1980), vocalista del grupo de cuarteto La K’onga.
- Diego Granadé (n. 1984), vocalista del grupo de cuarteto La K’onga.

## Parroquias de la Iglesia católica en Villa Dolores
| Diócesis   | Cruz del Eje                                                                   |
| ---------- | ------------------------------------------------------------------------------ |
| Parroquias | Nuestra Señora De Los Dolores, Nuestra Señora de Schonstatt, San Juan Pablo II |